# Metrum amfibrachiczne
Metrum amfibrachiczne – metrum sylabotoniczne, w którym akcentowana jest co trzecia sylaba, począwszy od sylaby drugiej: sSssSssSssSssSssSs. Metrum amfibrachiczne odpowiada w wersyfikacji polskiej w naturalny sposób podziałowi na wyrazy (tok jest dierezowy), a wersy są zazwyczaj akatalektyczne. W poezji polskiej występują różne formaty wierszy amfibrachicznych:
- dwustopowiec amfibrachiczny akatalektyczny: sSssSs
- dwustopowiec amfibrachiczny katalektyczny: sSssS(s)
- trójstopowiec amfibrachiczny akatalektyczny: sSssSssSs
- trójstopowiec amfibrachicznyy katalektyczny: sSssSssS(s)
- czterostopowiec amfibrachiczny akatalektyczny: sSssSssSssSs
- czterostopowiec amfibrachiczny katalektyczny sSssSssSssS(s)
- pięciostopowiec amfibrachiczny akatalektyczny: sSssSssSssSssSs
- pięciostopowiec amfibrachiczny katalektyczny: sSssSssSssSssS(s)
- sześciostopowiec amfibrachiczny akatalektyczny: sSssSssSssSssSssSs
- sześciostopowiec amfibrachiczny katalektyczny: sSssSssSssSssSssS(s)

W formatach dłuższych począwszy od trójstopowca z reguły występuje średniówka:
- sSssSs//sSssSs
- sSssSs//sSssSssSs
- sSssSssSs//sSssSssSs

Najpopularniejszym formatem polskiego wiersza amfibrachicznego jest czterostopowiec:
Grał w lesie Matysek na skrzypkach z jedliny
I wygrał, i wygrał – płacz zmarłej dziewczyny.
O, płaczu bezbrzeżny, dlaczego tak płaczesz?
Dlaczego w pnie drzewne jak we drzwi kołaczesz?
Zapomnij o klęsce, a świat się odmieni –
I rosą spłyń w zieleń, i spocznij w zieleni!
Lecz nie chciał wypocząć ni wyzbyć się męki
I różnie się krwawił o kwiaty i sęki
Czerwony – zielony – srebrzysty – złocisty
O, Boże, mój Boże – płacz bardzo wieczysty!
(Bolesław Leśmian, Matysek)
Ksiądz żaden nie śpiewał, nie dzwonił nikt w dzwony.
„Konopie na polu bujają szeroko.“
I wiatr tylko głucho zagwizdał w te strony:
„W lesie rosną jodły, wysoko, wysoko!“
(Gustaw Ehrenberg, Szubienica Zawiszy)
Czterostopowiec amfibrachiczny był nowinką w czasach romantyzmu.
Wysoko pod niebem żurawie leciały,
Wysoko leciały, a lecąc śpiewały.
Polami lasami, wojacy szli w tłumach,
Bez pieśni, bez grania w milczących szli dumach
(Seweryn Goszczyński, Wyjście z Polski)
Czterostopowcem amfibrachicznym Leopold Staff napisał „Deszcz jesienny”.
Czterostopowiec występuje często w przeplocie z trójstopowcem:
Gǳie kościół? – gǳie kościół – gǳie Boga lud chwali?
Gǳie kościół, ach, pokaż, człowiecze.
Ach, wiǳisz, jak we łbie ten dukat mię pali,
Jak srebro stopione dłoń piecze.
Ach, wylej, człowieku, dla biednej sieroty,
Dla więźnia jakiego, dla wdowy,
Ach, wylej mi z ręki żar srebrny i złoty,
I dukat ten wyłup mi z głowy.
(Adam Mickiewicz, Dziady, cz. III)
Więc jechał samotny, nie znany nikomu,
Lecz jeszcze z dziedzińca, od wrót swego domu,
Odwrócić chciał konia i jechać na błonia,
Gdzie błądzą jak wiatr Beduini.
(Juliusz Słowacki, Duma o Wacławie Rzewuskim)
Rzadsze są amfibrachiczne dwustopowce, zwłaszcza z męskim, katalektycznym wygłosem.
Śród opok i jarów,
I plonów i głogów,
Przy dźwięku ogarów,
I rusznic i rogów;
Na koniu, co w cwale
Sokoli ma lot,
I z bronią, co w strzale
Huczniejsza nad grzmot:
sSssSs
sSssSs
sSssSs
sSssSs

sSssSs
sSssS
sSssSs
sSssS
Męskie zakończenia w czterostopowcu amfibrachicznym zastosował Czesław Miłosz w Walcu:
sSssSssSssSs
sSssSssSssS
sSssSssSssSs
sSssSssSssS
Nieregularnym wierszem amfibrachicznym o zmiennej liczbie stóp posługiwał się Jan Bolesław Ożóg. Nieregularnym amfibrachem Igor Sikirycki przełożył duże partie ormiańskiego eposu narodowego Dawid z Sasunu.
Wersy jednostopowe i dwustopowe występują w wierszu Krzysztofa Kamila Baczyńskiego „Dalmacja. Góry”.
Kamienie, kamienie,
daleko,
szeroko,
osiołki spłoszone
po drogach się wloką
powoli,
powoli,
ciężarem stłoczone,
u szyi,
u szyi
telenta się dzwonek,
nad przepaść się tłoczą
przestrzenią spłoszone,
u szyi,
– u szyi
telenta się dzwonek.
Współcześnie amfibracha użyły Wisława Szymborska (Urodziny) i Ewa Lipska (Szyby).
Po polsku amfibrach to do pewnego stopnia samograj. Być może to właśnie metrum najprościej jest utrzymać.
Występowanie amfibracha w poezji czeskiej jest sprawą dyskusyjną. Czescy uczeni zazwyczaj uważają układ sSssSssSs nie za amfibrach, lecz za daktyl z anakruzą (odbitką). Niemniej jednak, istnieją czeskie wiersze o utrzymanym schemacie sSssSssSssSssSs.
Kol vychrtlých tváří jim ovlhly zcuchané vlasy –
(den celý byl mhavý, i večer byl smutný a mhavý),
a ačkoli k osmé juž mohlo být na věži asi,
a večer byl tentokrát nezvykle smutný a tmavý –
přec čekali všickni, a čekal i úsměv jich lhavý.
(Karel Hlaváček, Mstivá kantilena)
Z kolei w wierszu angielskim strukturę sSssSssSssS uważa się za akefaliczny anapest
O young Lochinvar is come out of the west,
Through all the wide Border his steed was the best;
And save his good broadsword he weapons had none,
He rode all unarm’d, and he rode all alone.
So faithful in love, and so dauntless in war,
There never was knight like the young Lochinvar.
(Walter Scott, Lochinvar)
Amfibrachiczny jest hymn walijski, co łatwo usłyszeć podczas transmisji meczów reprezentacji:
Mae hen wlad fy nhadau yn annwyl i mi,
Gwlad beirdd a chantorion, enwogion o fri;
Ei gwrol ryfelwyr, gwladgarwyr tra mad,
Dros ryddid collasant eu gwaed.
sSssSssSssS
sSssSssSssS
sSssSssSsss
sSssSssS